# Pennellia longifolia
Pennellia longifolia är en korsblommig växtart som först beskrevs av George Bentham, och fick sitt nu gällande namn av Reed Clark Rollins. Pennellia longifolia ingår i släktet Pennellia och familjen korsblommiga växter. Inga underarter finns listade i Catalogue of Life.